# Cold Turkey (chanson)
Singles de Plastic Ono Band
Give Peace a Chance
(1969) Instant Karma!
(1970)
Cold Turkey est le deuxième single de John Lennon enregistré durant sa carrière solo avec le Plastic Ono Band. Il s'agit également de la première chanson qu'il a composée à ne pas être signée Lennon/McCartney. D'abord proposée comme single pour les Beatles, elle a été refusée par Paul McCartney. La chanson a pour la première fois été interprétée durant un concert à Toronto en 1969. 
L'enregistrement du single s'est déroulé en septembre 1969 avec, aux côtés de Lennon, Eric Clapton à la guitare solo, Klaus Voormann à la basse, et Ringo Starr à la batterie. La chanson, aux sonorités hard rock, fait référence au cold turkey de Lennon et son épouse Yoko Ono, c'est-à-dire leur brusque tentative de sevrage à la suite de leur addiction à l'héroïne.
Freddie Hubbard enregistre une version instrumentale très funk en 1970 sur son album "Red Clay" avec les musiciens Herbie Hancock, Joe Henderson, Ron Carter et Lenny White.

## Classements
| Classement (1969)              | Meilleure place |
| ------------------------------ | --------------- |
| Australie (Go-Set)             | 22              |
| États-Unis (Billboard Hot 100) | 30              |
| France (IFOP)                  | 85              |
| Royaume-Uni (UK Singles Chart) | 14              |